# Brasil Open 2019
Il Brasil Open 2019 è un torneo di tennis giocato su campi di terra rossa, facente parte della categoria ATP Tour 250 nell'ambito dell'ATP Tour 2019. È la 19ª edizione del Brasil Open che si sta giocando presso il Ginásio do Ibirapuera di São Paulo, in Brasile, dal 25 febbraio al 3 marzo 2019.

## Partecipanti

### Teste di serie
| Nazione    | Giocatore            | Ranking* | Testa di serie |
| ---------- | -------------------- | -------- | -------------- |
| Portogallo | João Sousa           | 40       | 1              |
| Tunisia    | Malek Jaziri         | 44       | 2              |
| Argentina  | Guido Pella          | 46       | 3              |
| Argentina  | Leonardo Mayer       | 55       | 4              |
| Uruguay    | Pablo Cuevas         | 63       | 5              |
| Spagna     | Jaume Munar          | 66       | 6              |
| Argentina  | Juan Ignacio Londero | 69       | 7              |
| Giappone   | Tarō Daniel          | 73       | 8              |

* Ranking al 18 febbraio 2019.

### Altri partecipanti
I seguenti giocatori hanno ricevuto una wild card per il tabellone principale:
- Pablo Cuevas
- Thiago Monteiro
- Thiago Seyboth Wild

I seguenti giocatori sono passati dalle qualificazioni:

- Facundo Bagnis
- Alessandro Giannessi
- Pedro Martínez
- Pedro Sakamoto

## Campioni

### Singolare
Guido Pella ha sconfitto in finale  Cristian Garín con il punteggio di 7-5, 6-3.
- È il primo titolo in carriera per Pella.

### Doppio
Federico Delbonis /  Máximo González hanno sconfitto in finale  Luke Bambridge /  Jonny O'Mara con il punteggio di 6-4, 6-3.